# Ботанический сад Марты Спрингер
Ботанический сад Марты Спрингер (англ. Martha Springer Botanical Garden) — ботанический сад, расположенный при Уилламеттском университете в Сейлеме (Орегон). Открыт в 1988 году и занимает 0,4 га. Включает 12 небольших садов вдоль южного берега реки Милл-Рейс, пересекающей кампус колледжа.

## Описание
Ботанический сад при Уилламеттском университете был основан в 1988 году и назван в честь биолога Марты Спрингер, преподававшей в колледже. Первым куратором была Элен Джоинс. Сад расположен за спортивными сооружениями колледжа и тянется вдоль небольшой реки Милл-Рейс, пересекающей кампус. Двенадцать небольших отдельных садов, таких как сад бабочек, сад огородных культур, альпийский каменный сад, а также тематические и этноботанические сады. Основную территорию занимают местные орегонские виды. Кроме этого, здесь произрастают розовые разновидности лагерстрёмий. 

## Галерея

Ботанический сад Марты Спрингер
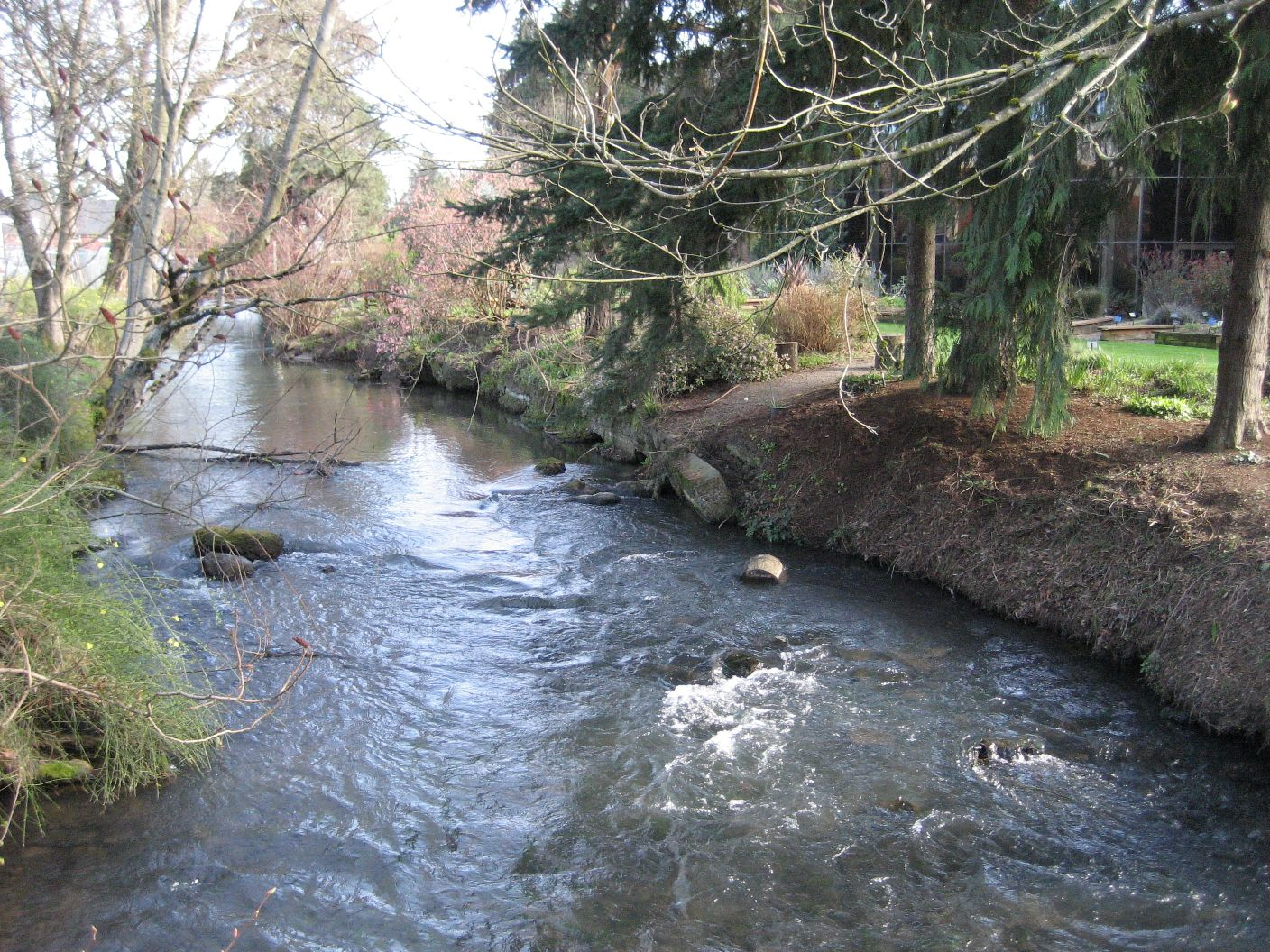
Милл-Рейс в саду
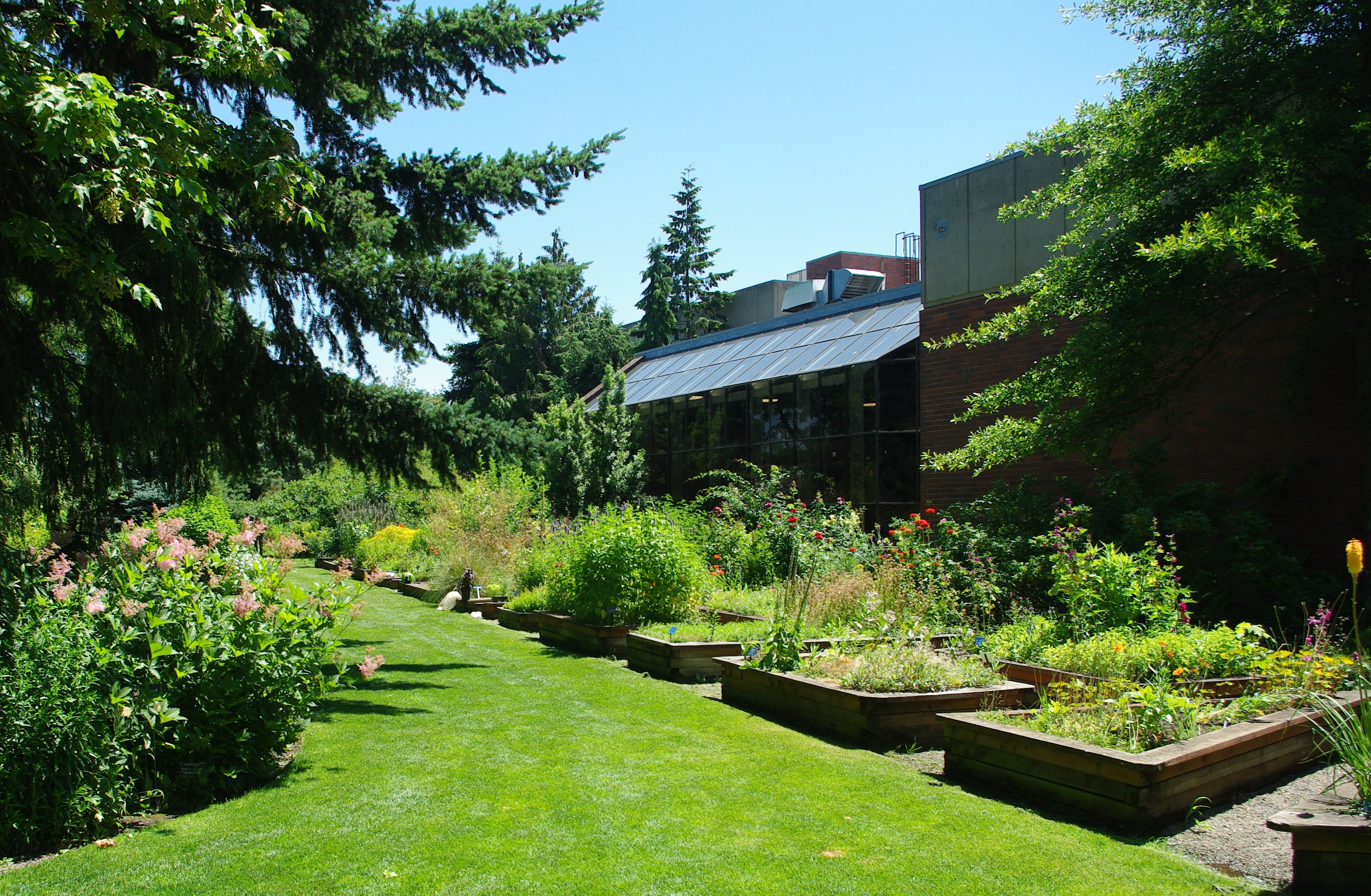
Ботанический сад
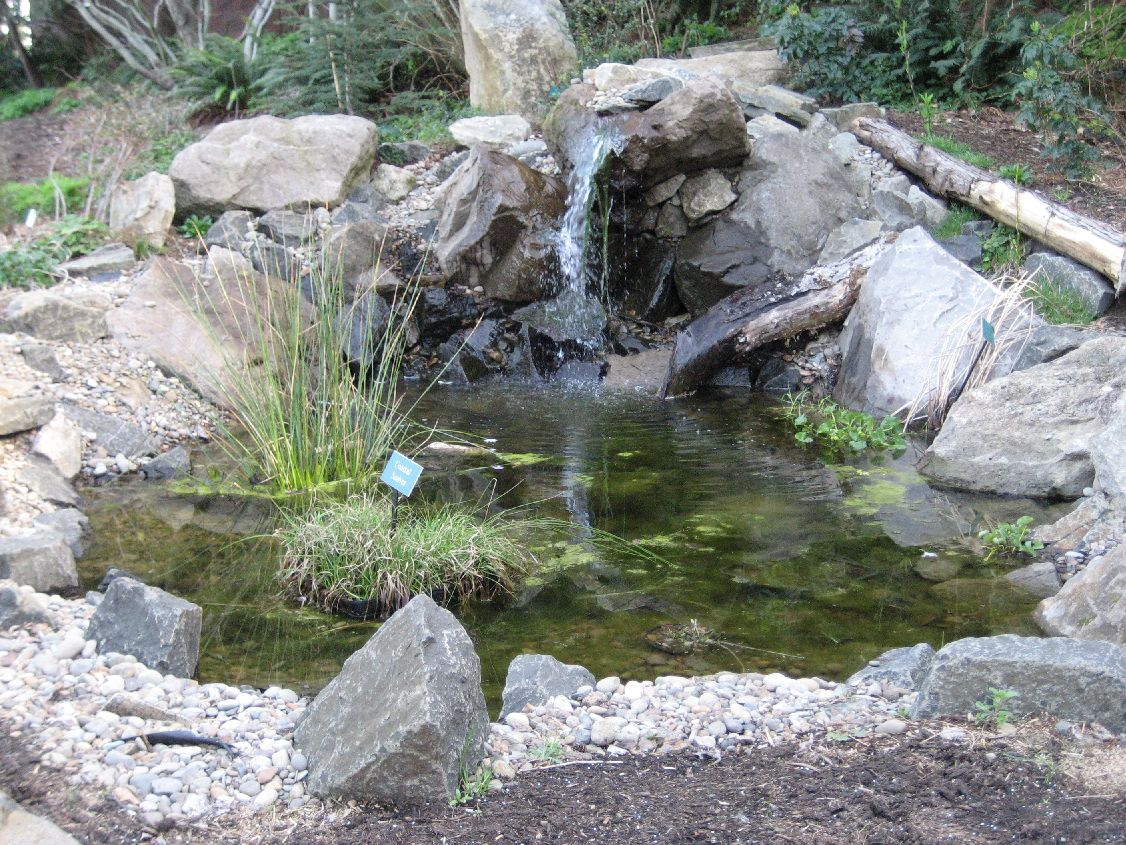